# Gagrella magnifica
Gagrella magnifica is een hooiwagen uit de familie Sclerosomatidae.